# Herrmann Miksa
Herrmann Miksa (néhol Hermann Miksa, Selmecbánya, 1868. október 30. – Budapest, 1944. április 28.) gépészmérnök, műegyetemi tanár, kereskedelmi miniszter. Herrmann Emil fia.

## Életrajza
Herrmann Emil (1840–1925) bánya- és kohómérnök és Bello Franciska fia. 1889 és 1893 között a bécsi műegyetem hallgatója volt, ahol 1894-ben gépészmérnöki oklevelet is szerzett. A következő tanévben a bécsi műegyetem mechanikai-technológiai tanszéken tanársegéd volt, majd rövid ideig ugyancsak Bécsben dolgozott mérnökként. 1895-től az Osztrák–Magyar Államvasút-Társaság resicabányai műveinél mérnök, később helyettes főmérnök, 1899-ben a selmecbányai Erdészeti és Bányászati Főiskola rendkívüli, 1900-tól rendes tanára lett, mely állást 1911-ig töltötte be. 1901-ig az Elemző erőműtan és szilárdságtan, 1904-ig az Általános és vasgyári géptan, ezután pedig a Géptan I. tanszéken tanított. Az 1906–1908 közötti tanévekben a selmeci főiskola rektora volt. 1900-ban bányatanácsos, 1910-ben főbányatanácsos.
1912-től a budapesti műegyetem II. Gépszerkezettan (gépelemek) tanszékének rendes tanára, 1920-ban a gépészmérnöki kar dékánja, 1933–1934-ben rektora volt. A gépelemekről írt tankönyve hézagpótló jelentőségű munka volt a magyar műszaki szakirodalomban.
1920-tól keresztény párti, 1922-től 1935-ig egységes párti nemzetgyűlési, illetve országgyűlési képviselő volt. 1923-ban a Magyar Mérnök- és Építész-Egylet, 1924-től a Mérnöki Kamara elnökeként is tevékenykedett. 1926. október 15-étől 1929. augusztus 31-éig kereskedelemügyi miniszter volt a Bethlen-kormányban. Mint miniszter, a közúti hálózat korszerűsítését és az államvasutak villamosítását tekintette céljának. Ez utóbbi érdekében hozta létre a bánhidai hőerőmű megépítését biztosító Talbot-szerződést. A dunántúli országos villamosítási terv megvalósítója. Lemondása után visszatért a tanszékre, és a Talbot Centrale elnökigazgatója lett. Tanulmányútjain beutazta Nyugat-Európa fejlett ipari államait, az Egyesült Államokat és Oroszországot.

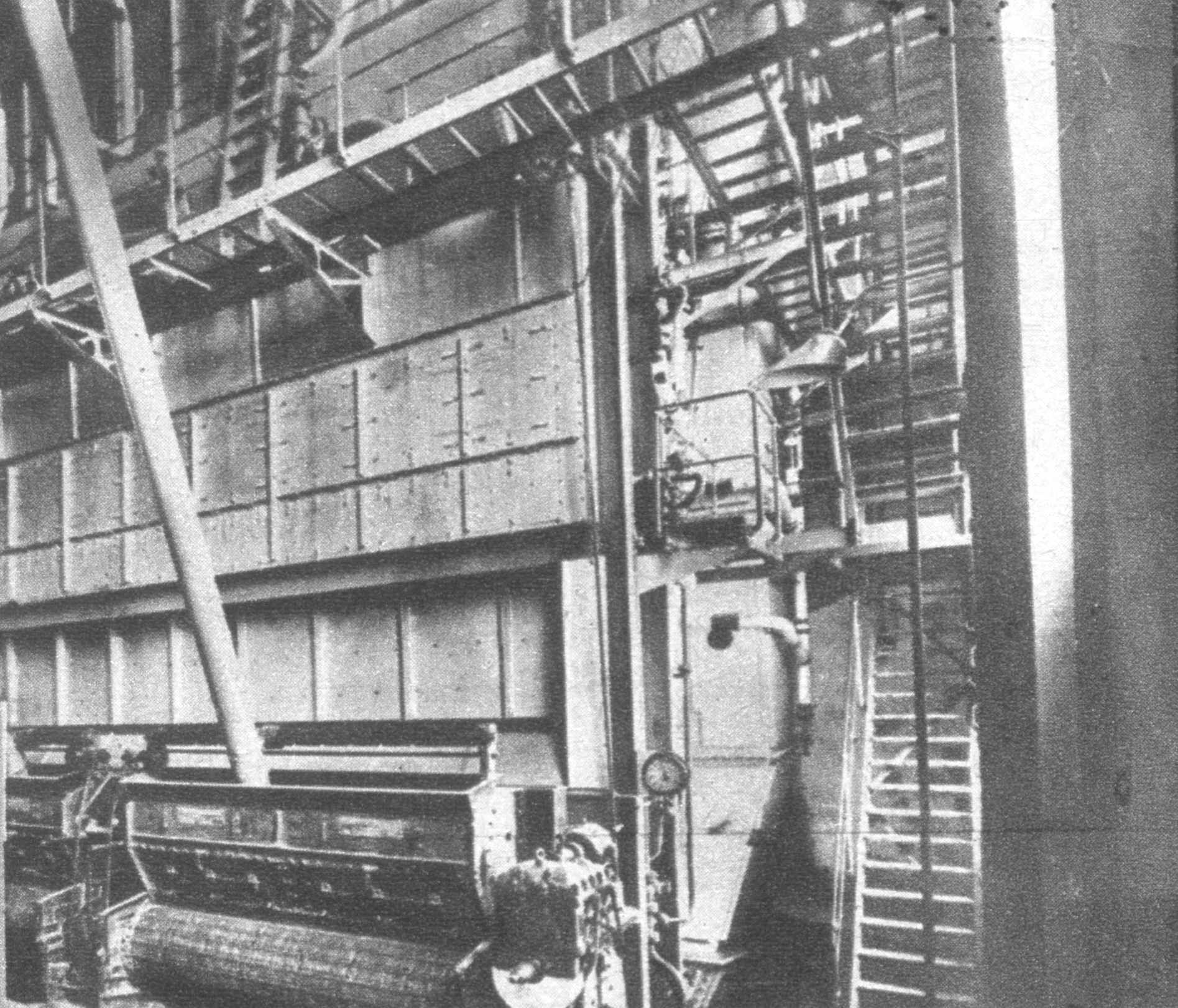
A Bánhidai Erőmű kazánházának egy részlete

## Művei
- Szénellátásunk problémái (Budapest, 1923.)
- Gépelemek (Budapest 1924. Németh József Technikai könyvkereskedése)
- Bevezetés a gépek szerkezettanába (Budapest, 1924.)